# Пісня сонця (фільм, 1934)
«Пі́сня со́нця» (італ. La canzone del sole) — італійсько-німецький художній фільм 1934 року режисера Макса Нейфельда, у головній ролі Вітторіо Де Сіка.

## У ролях
- Джакомо Лаурі-Вольпі — себе
- Вітторіо Де Сіка — Палідіно, адвокат
- Лілліан Дітц — Фріда Брандт
- Ева Магні — сіньойора Барделлі
- Лівіо Паванеллі — репортерка
- Умберто Мелнаті — Барделлі
- Селесте Алмієрі — секретарка
- Тіна Цуккі

## Виноски
1. ↑  La canzone del sole. BFI. Архів оригіналу за 3 червня 2009. Процитовано 12 вересня 2010.